# Мовчан Юрій Васильович
Мовчан Юрій Васильович (11.08.1936 — 23.02.2021) — український зоолог, іхтіолог.

## Біографічні відомості
Протягом 1954—1959 рр. навчався на біологічному факультеті Київського національного університету за спеціальністю біолог-зоолог.
Працював старшим лаборантом відділу фізіології вищої нервової діяльності Інституту фізіології ім. О. О. Богомольця АН України (1959—1960).
Більшу частину свого життя працював у Києві в Зоологічному музеї (входив до складу Інституту зоології АН УРСР і згодом до Національного науково-природничого музею). Був одним з найактивніших створювачів сучасної експозиції Зоологічного музею та іхтіологічних фондів ННПМ, ним зібрана значна частина іхтіологічних колекцій. Наглядач зоологічного музею Відділу хребетних Інституту зоології АН України (1960—1961); аспірант того ж Інституту (1961—1964). У 1966 р. успішно захистив дисертацію на здобуття вченого ступеню кандидата біологічних наук на тему «Внутрішньовидова
мінливість морфологічних ознак азово-чорноморських популяцій севрюги і руського осетра». У 1964—1974 рр. він — молодший науковий співробітник, у 1974—1996 рр. — старший науковий співробітник Інституту зоології АН України, з 1996 р. (через переведення) по 2014 р. — старший науковий співробітник Національного науково-природничого музею (Зоомузей) Національної АН України.

## Наукові дослідження
Займається дослідженнями фауни, таксономії і мінливості рибоподібних, переважно променеперих.
Автор трьох випусків серії «Фауна України» (1981, 1983, 1988).
Серед учнів — Валерій Денщик.

## Головні публікації
Ю. В. Мовчан автор понад 155 робіт з систематики, номенклатури, фауністики, біології та охорони міног і риб, у тому числі 7 монографій.
За даними Google Scholar станом на лютий 2021 року Ю. В. Мовчан має 578 цитувань, h-index — 10.
- Мовчан Ю. В., Смірнов А. І. Коропові. Част. 1. Плітка, ялець, гольян, краснопірка, амур, білизна, верховка, лин, чебачок амурський, підуст, пічкур, марена // Фауна Украины. — Київ: Наукова думка, 1981. — Том 8. Риби. Вип. 2. — 423 с.
- Мовчан Ю. В., Смірнов А. І. Коропові. Част. 2. Шемая, верховодка, бистрянка, плоскирка, абраміс, рибець, чехоня, гірчак, карась, короп, гіпофтальміхтис, аристихтис // Фауна Украины. — Київ: Наукова думка, 1983. — Том 8. Риби. Вип. 2. — 360 с.
- Мовчан Ю. В. Вьюновые, сомовые, икталуровые, пресноводные угри, конгеровые, саргановые, тресковые, колюшковые, игловые, гамбузиевые, зеусовые, сфиреновые, кефалевые, атериновые, ошибневые // Фауна Украины. — Киев: Наукова думка, 1988. — Том 8. Рыбы. Вып. 3. — 366 с.
- Мовчан Ю. В. Круглоротые, Рыбы // Редкие и исчезающие растения и животные Украины: Справочник. — Киев: Наукова думка, 1988. — С. 136—157.
- Мовчан Ю. В., Манило Л. Г., Смирнов А. С., Щербуха А. Я. Каталог коллекций Зоологического музея ННПМ НАН Украины. Круглоротые и рыбы. — Киев: Зоомузей ННПМ НАН Украины, 2002. — 342 с.
- Мовчан Ю. В. До характеристики різноманіття іхтіофауни прісноводних водойм України (таксономічний склад, розподіл по річковим басейнам, сучасний стан) // Збірник праць Зоологічного музею. — 2005. — № 37. — С. 70-82.
- Мовчан Ю. В. Зауваження до складу іхтіофауни України (нечисленні, рідкісні, зниклі і нові види) та сучасні зміни в номенклатурі її таксонів (у порядку обговорення) // Збірник праць Зоологічного музею. — 2006. — № 38. — С. 34-43.
- Мовчан Ю. В. Риби України. — Київ: Золоті ворота, 2011. — 444 с. ISBN 978-966-2246-26-1.

## Список спеціальних публікацій
1960-1979
- Мовчан Ю. В. Осетр русский северо-западной части Черного моря и реки Кубань // Вестник зоологии. — 1967. — № 6. — С. 57-59.
- Мовчан Ю. В., Смирнов А. И., Щербуха А. Я. Редкие и исчезающие виды рыб северо-западной части Черного моря // 50 лет Черноморскому государственному заповеднику. — Киев: Наук, думка, 1978. — С. 88-91.

1980-1999
- Мовчан Ю. В., Смірнов А. І. Плітка, ялець, гольян, краснопірка, амур, білизна, верховка, лин, чебачок амурський, підуст, пічкур, марена. В кн.:Фауна України, т. 8, в. 2, ч. 1. К., 1981.
- Мовчан Ю. В., Смірнов А. I. Шемая, верховодка, бистрянка, плоскирка, абраміс, рибець, чехоня, гірчак, карась, короп, гіпофтальміхтис, аристихтис. В кн.: Фауна України, т. 8, в. 2, ч. 2. К., 1983.

2000-2011
- Мовчан Ю. В. Современный видовой состав круглоротых и рыб бассейна реки Тисы в пределах Украины // Вопр. ихтиологии. — 2000. — 40, № 1. — С. 121—123.
- Мовчан Ю. В. До іхтіофауни басейну нижньої течії Дунаю в межах України // Вісн. націон. науково-природничого музею. — 2001. — № 1. — С 138—141.
- Мовчан Ю. В. До характеристики різноманіття іхтіофауни прісноводних водойм України (таксономічний склад, розподіл по річковим басейнам, сучасний стан) // 36. праць Зоол. музею. — 2005. — № 37. — С 70-82.
- Мовчан Ю. В. Мінливість деяких важливих діагностичних мофрфологічних ознак у пічкурів (Gobio, Cyprinidae) та сучасних видовий склад цих риб у водоймах України // Збірник праць Зоологічного музею. — 2007. — № 39. — С. 21-40.
- Новицкий Р. А. Мовчан Ю. В. Находка миноги украинской, Eudontomyzon mariae (Petromyzontida, Petromyzontidae), в речке Орель (бассейн Днепра) // Вестн. зоологии. — 2009. — Т.43, № 6. — С. 528.